# Klosterhofkapelle (Heinsberg)
Koordinaten: 51° 3′ 38″ N, 6° 5′ 10″ O
Die Klosterhofkapelle, auch Schlangenkapellchen oder Schlangenkapelle genannt, befindet sich in der Stadt Heinsberg in Nordrhein-Westfalen. Sie steht als Baudenkmal unter Denkmalschutz.

## Lage
Die Kapelle steht in Heinsberg, an der Straße Klosterhof und am Kapellenweg, der von der Westpromenade aus als Fußweg durch eine Lindenallee führt. Die Kapelle ist von einem kleinen Lindenhain umgeben.

## Geschichte
Die Kapelle ist dem Hl. Kreuz geweiht. Sie gehörte ursprünglich zum Prämonstratenserkloster, das 1140 von Goswin II. von Heinsberg (* um 1090; † nach 1167), Herr von Heinsberg gegründet wurde. In der Nähe der Kapelle steht der Klosterhof, der 1772 erbaut wurde. Etwa um diese Zeit dürfte auch die Kapelle entstanden sein. Während der Klosterhof im Zweiten Weltkrieg am 16. November 1944 vollständig zerstört wurde, konnten die beträchtlichen Schäden an der Kapelle im Jahre 1957 behoben werden.

## Architektur
Die Klosterkapelle ist ein kleiner barocker Ziegelbau des 17.–18. Jh. mit dreiseitigem Chorschluss, im Lichten etwa 8 m lang, 3,5 m breit. Das Äußere ist mit Pilastern besetzt; an jeder Langseite befinden sich drei Flachbogenfenster, an der Westseite ein großer, ursprünglich wohl ganz geöffneter Korbbogen und auf dem Chorende eine kleine beschieferte Balusterspitze. Das Innere, mit flacher Tonne, enthält als Abschluss des Chores ein Holzgitter von 1787 mit Rankenwerk und geschweiftem Sturz; darauf das Chronogramm: REX IN CREATAE MAIESTATIS; OVI SALVANDOS SALVAS GRATIS; SALVA NOS FONS PIETATIS (1787). Auf dem Altar befindet sich ein lebensgroßes Kruzifix des 18. Jh. (hängt heute an der Chorwand).

## Ausstattung
- Schlichte Ausstattung der Kapelle mit einem Kruzifix, Ewiges Licht, mehrere Sitzbänke, Blumenschmuck und ein geschnitztes Holzgitter aus Rankenwerk.
- Verschiefertes Dach mit Balusterspitze

## Galerie

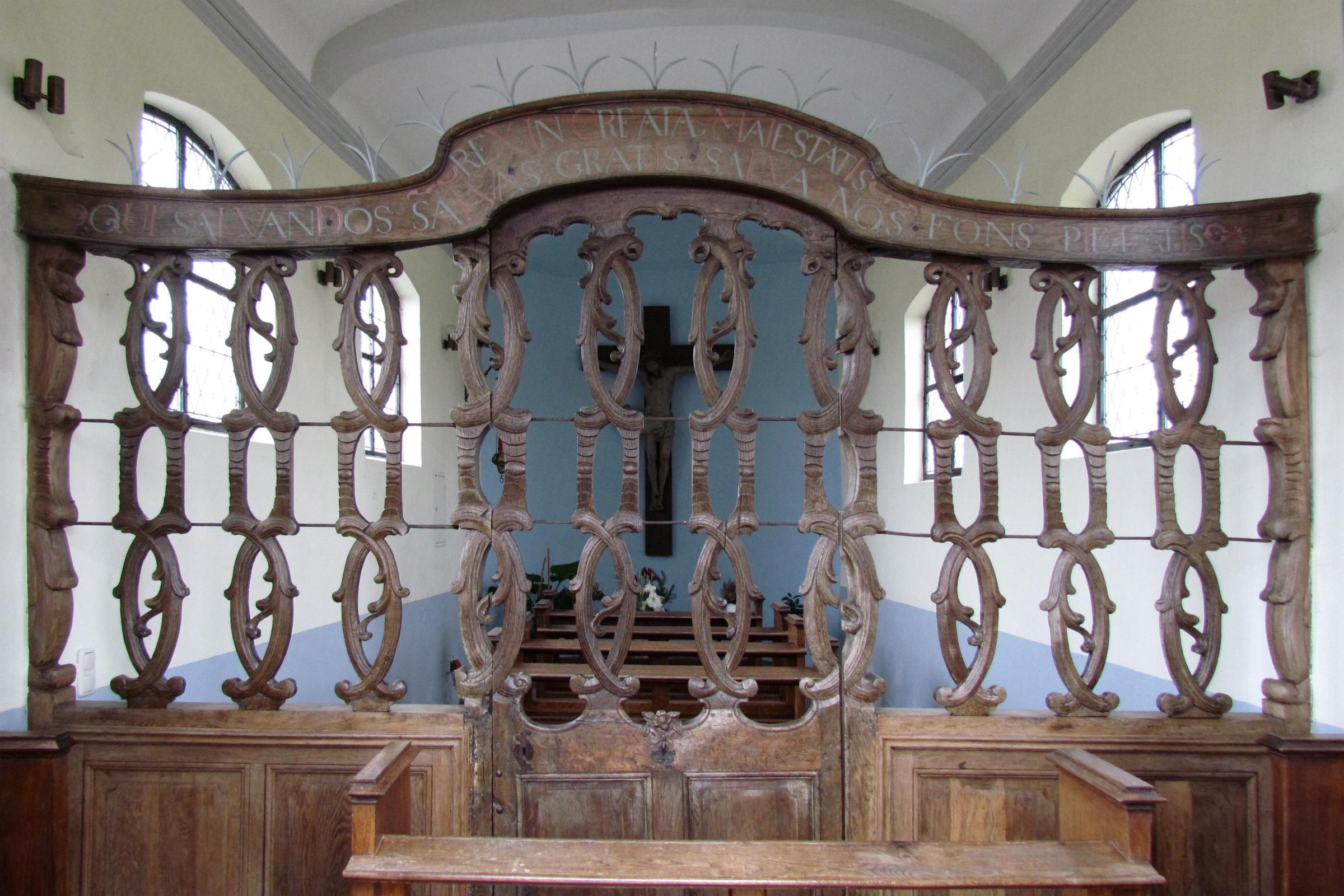
Schlangengitter
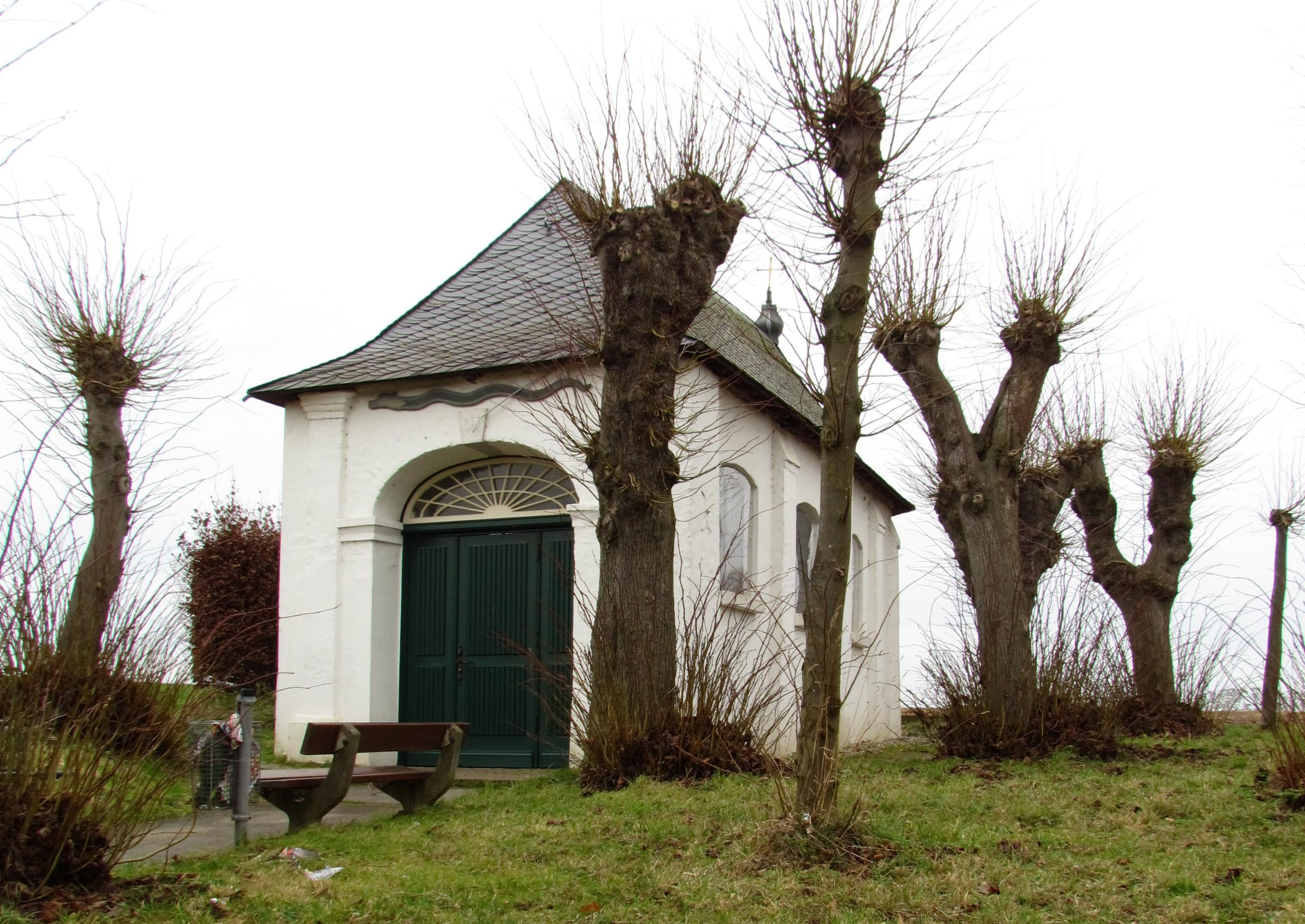
Eingangsansicht
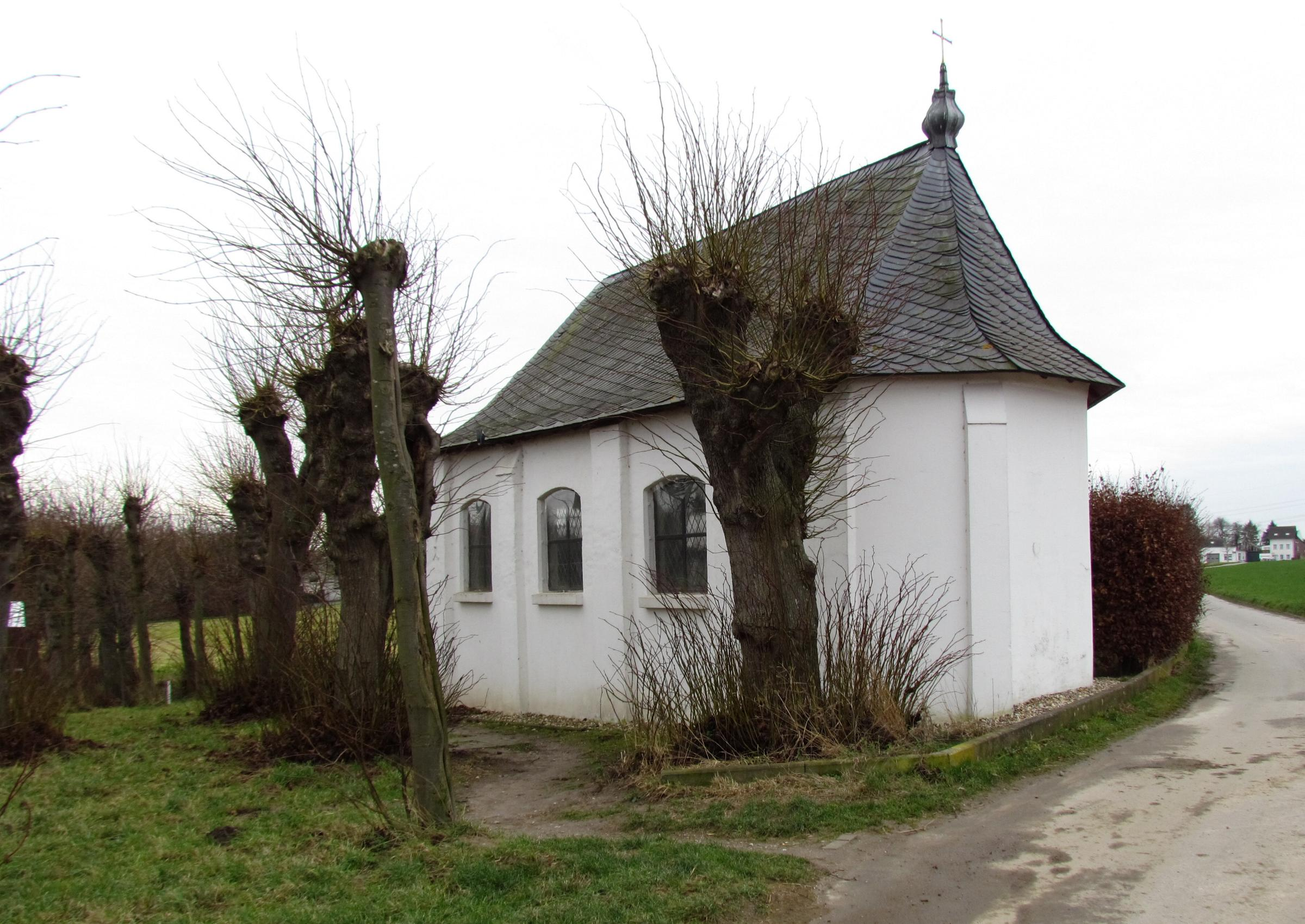
Choransicht
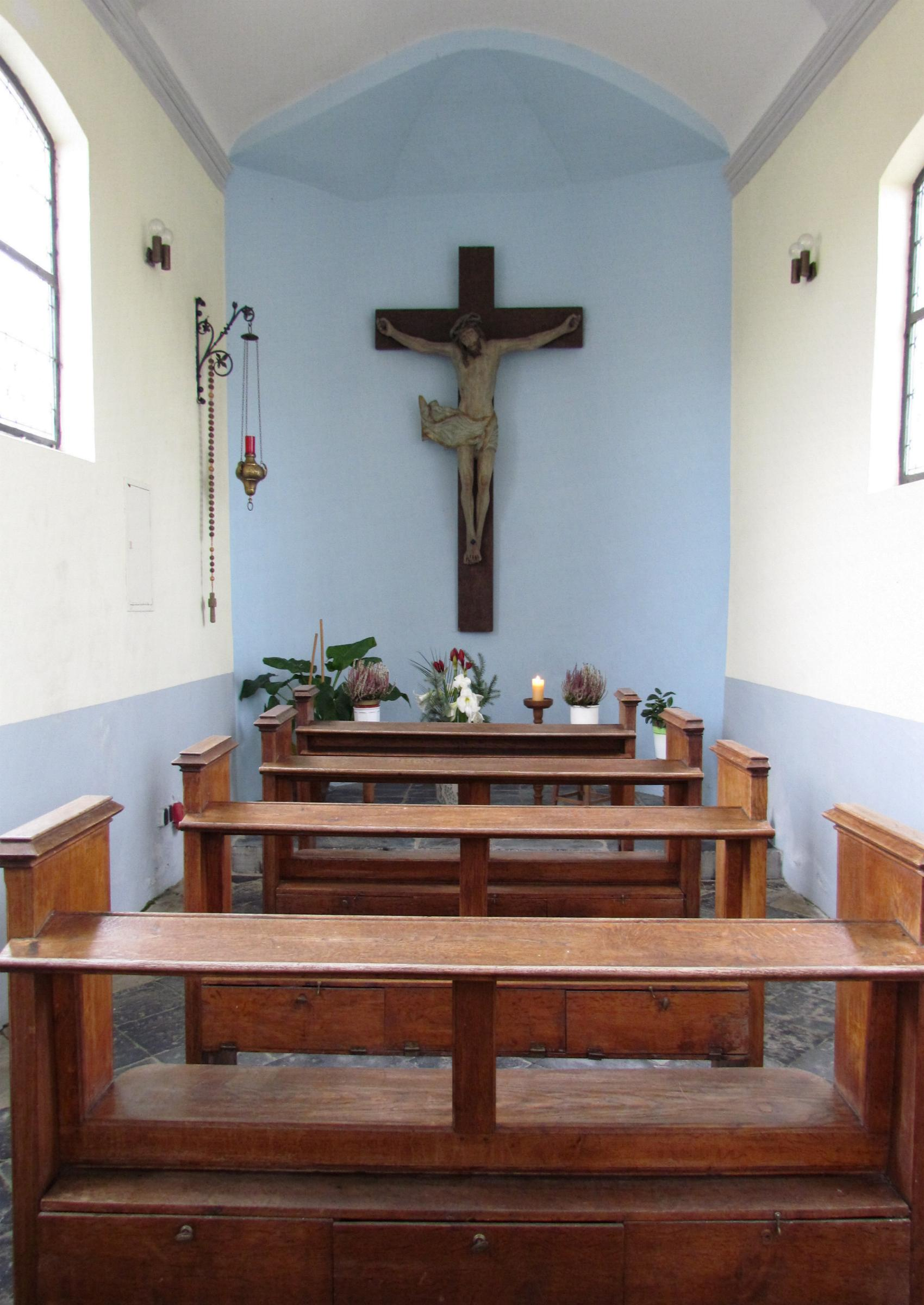
Innenansicht
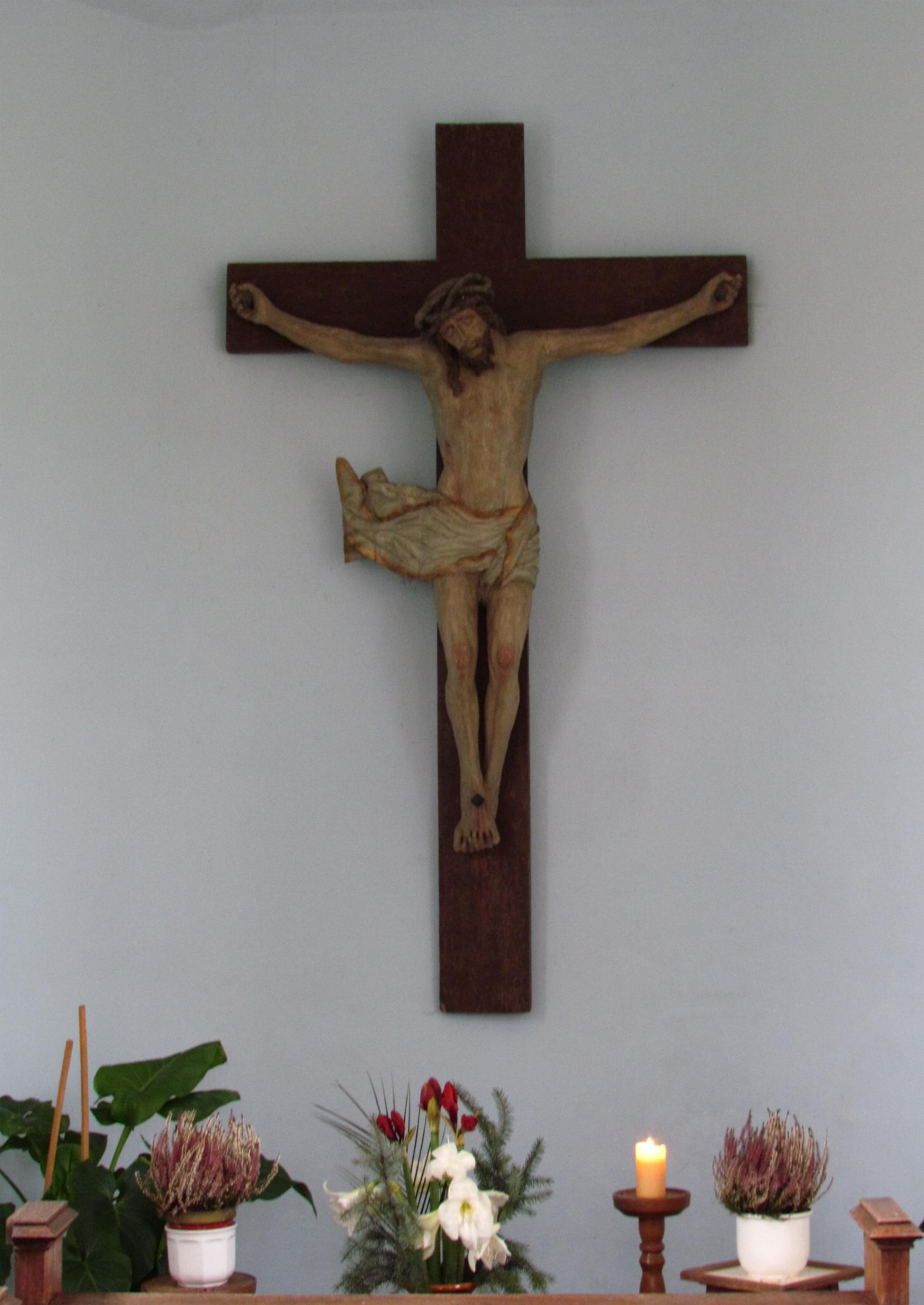
Kruzifix
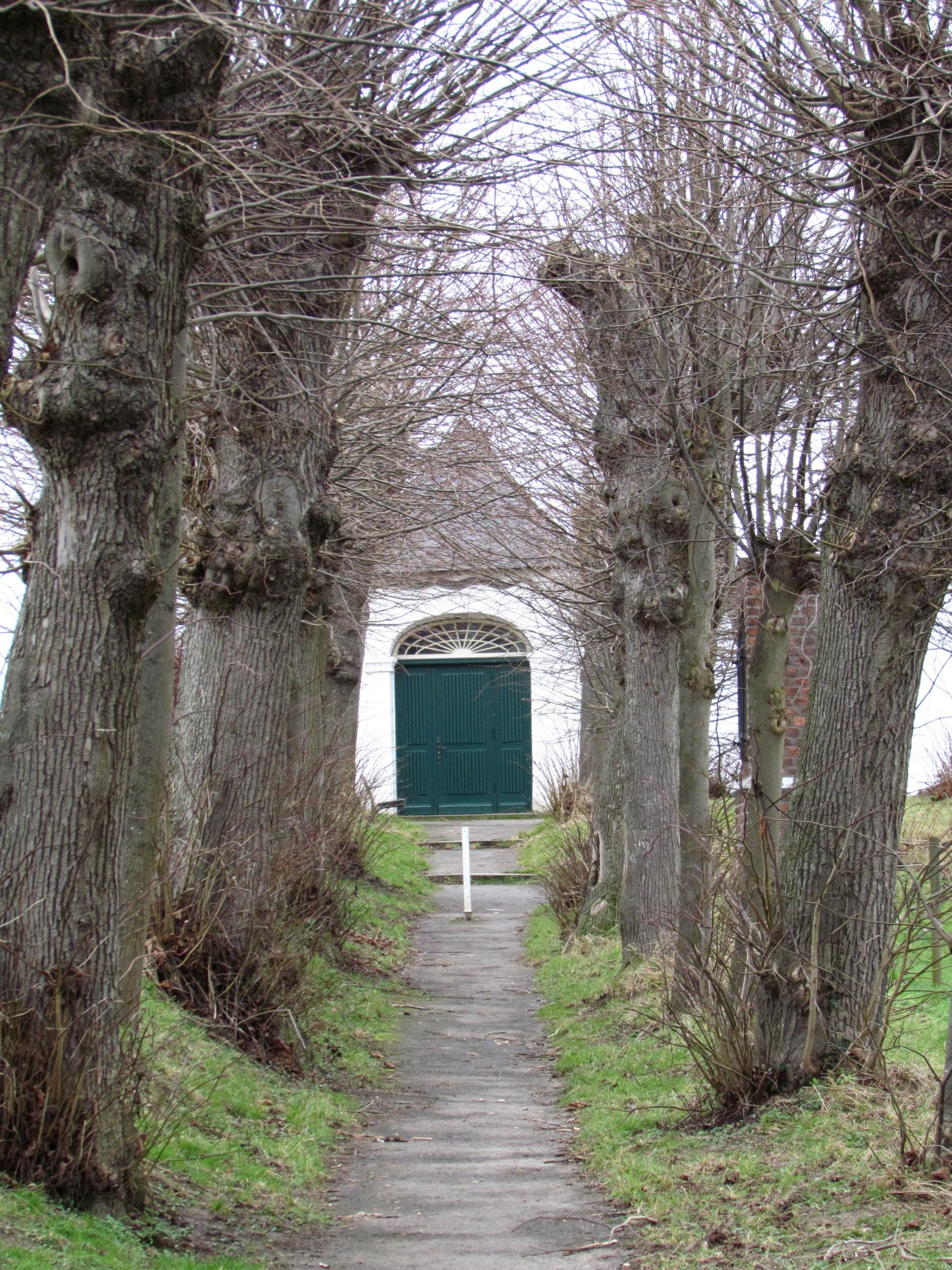
Lindenallee
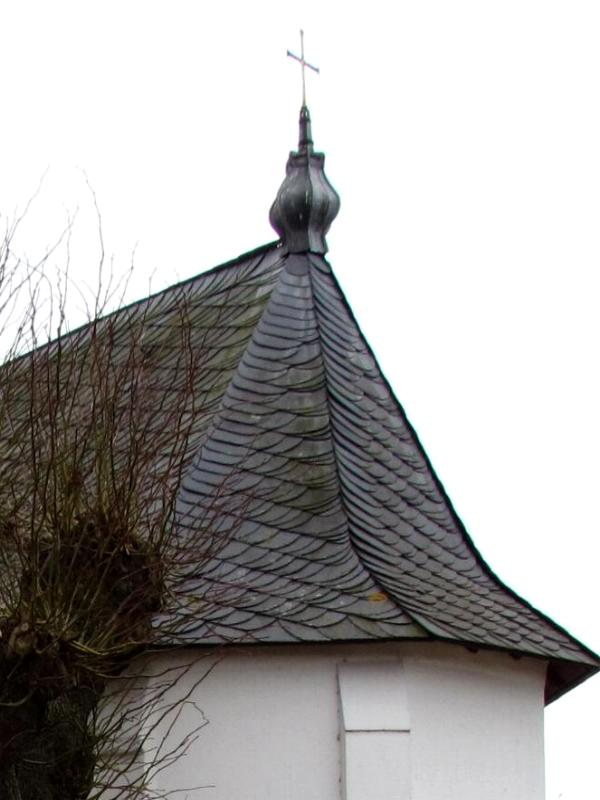
Balusterspitze